# Воздвиженье (Ивановская область)
Воздви́женье — село в Заволжском районе Ивановской области, административный центр Волжского сельского поселения.

## География
Село расположено на левом берегу Волги в 9 км на запад от районного центра Заволжска. 

## История
В XVII веке по административно-территориальному делению село входило в Кинешемский уезд. По церковно-административному делению приход относился к Плесской десятине. В 1620 году упоминается церковь «Всемирное Воздвижение в селе Меринове в Мериновской волости». В 1629 году «по писцовым Кинешемским книгам Афанасия Векова написано: село Мериново, а в селе церковь Воздвижения Креста Господня да в приделе Сергия Радонежскаго чудотворца».
Каменная Крестовоздвиженская церковь в селе с такой же колокольней построена в 1790 году на средства прихожан. Ограда каменная. Кладбище при церкви. Престолов было три: в честь Воздвижения Животворящего Креста Господня, святит. Николая Чудотворца и прп. Сергия Радонежского.
В конце XIX — начале XX века село являлось центром Воздвиженской волости Кинешемского уезда Костромской губернии, с 1918 года — в составе Иваново-Вознесенской губернии.
С 1929 года село являлось центром Воздвиженского сельсовета Кинешемского района Ивановской области, с 1935 года — в составе Наволокского района, с 1958 года — в составе Заволжского района, с 2005 года — центр Волжского сельского поселения.

## Население
| 1872 | 1897 | 1907 | 2002 | 2010 |
| ---- | ---- | ---- | ---- | ---- |
| 95   | ↗145 | ↘115 | ↗381 | ↘350 |

## Инфраструктура
В селе имеются Воздвиженская основная общеобразовательная школа, детский сад, дом культуры, фельдшерско-акушерский пункт, отделение почтовой связи. В село проведён сетевой природный газ.
В селе расположены действующий храм Воздвижения Креста Господня (1790) и мемориал павшим в Великую Отечественную войну.

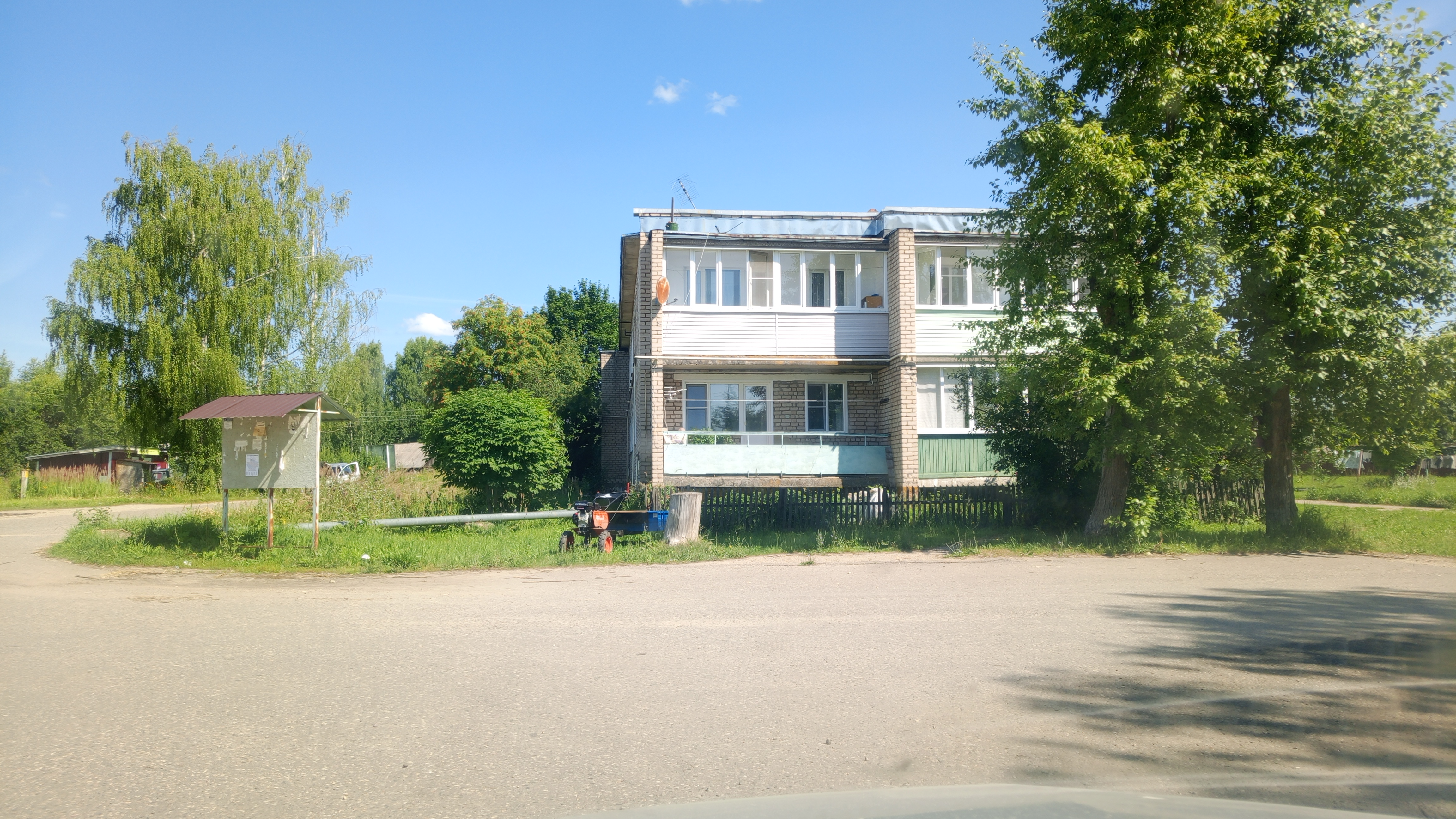
Молодёжная улица
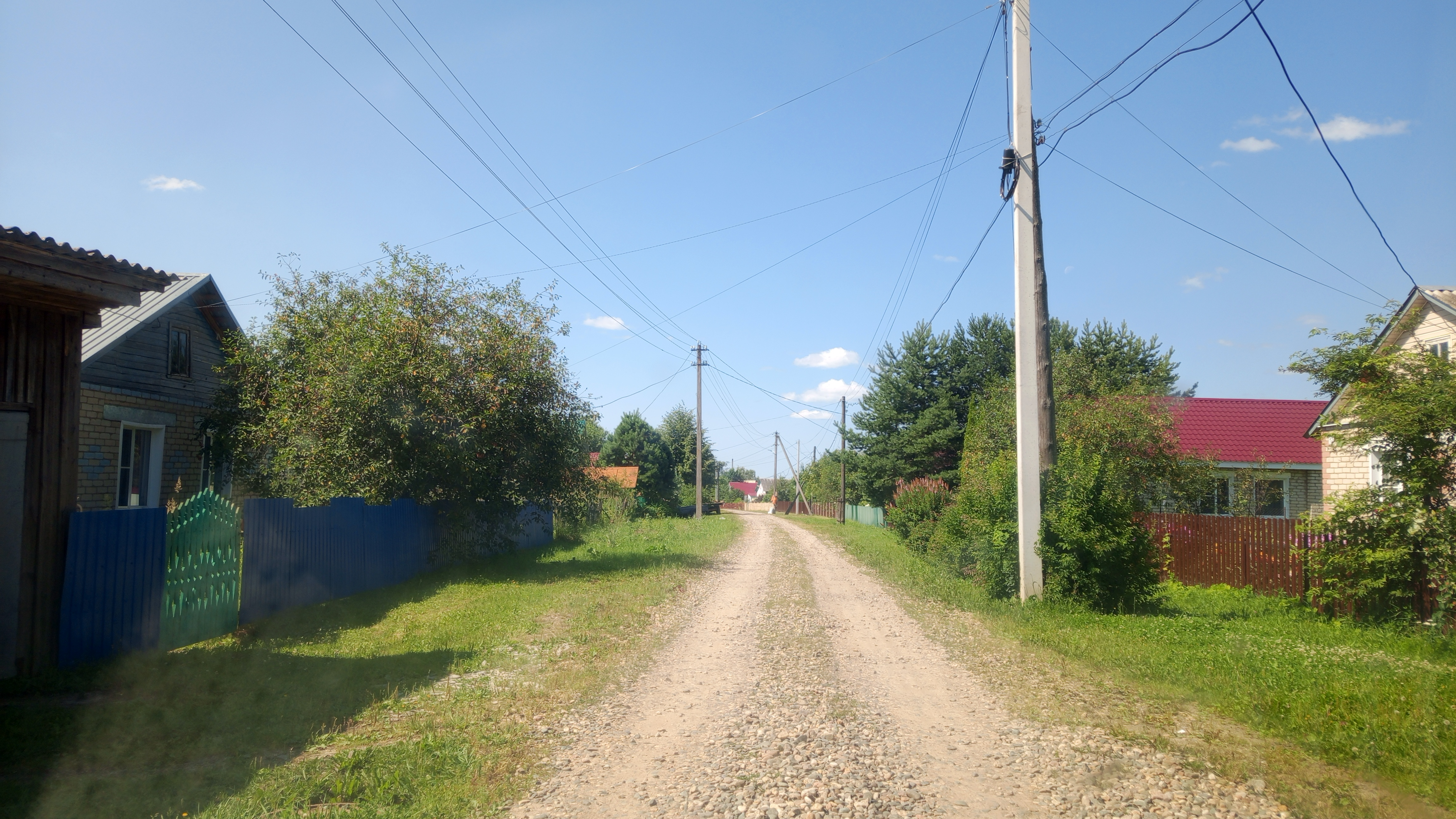
Садовая улица
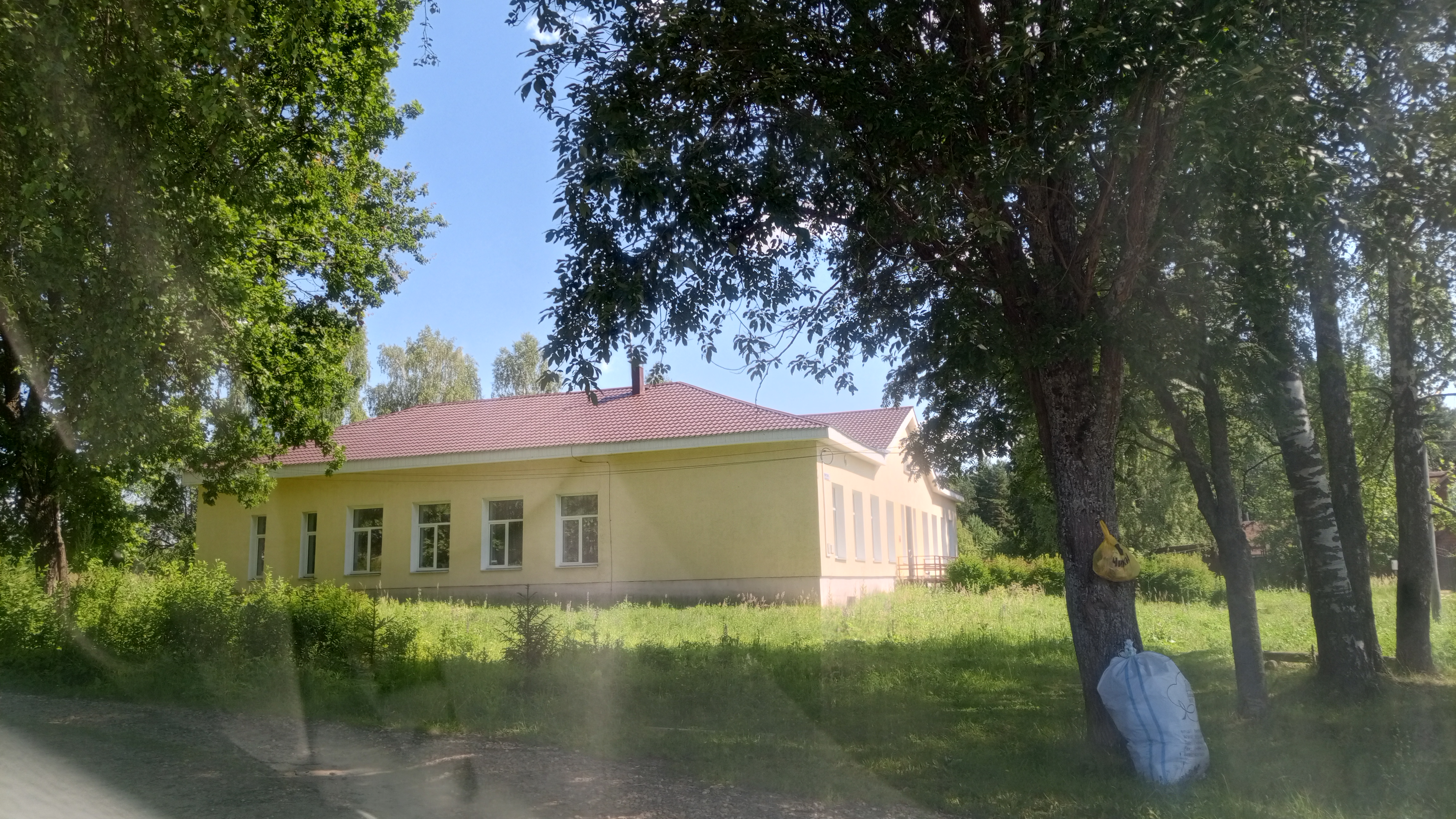
Дом культуры
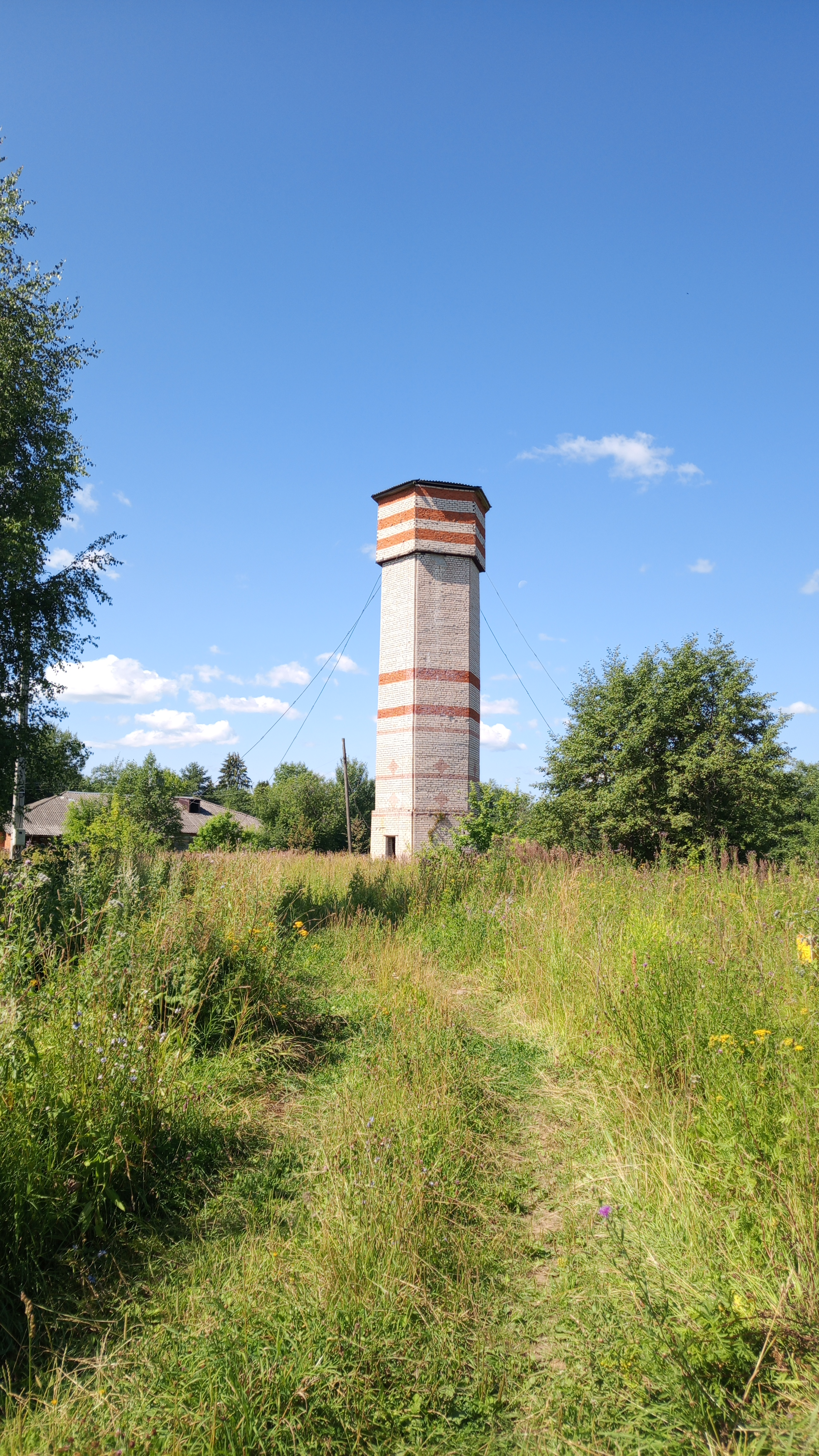
Водонапорная башня
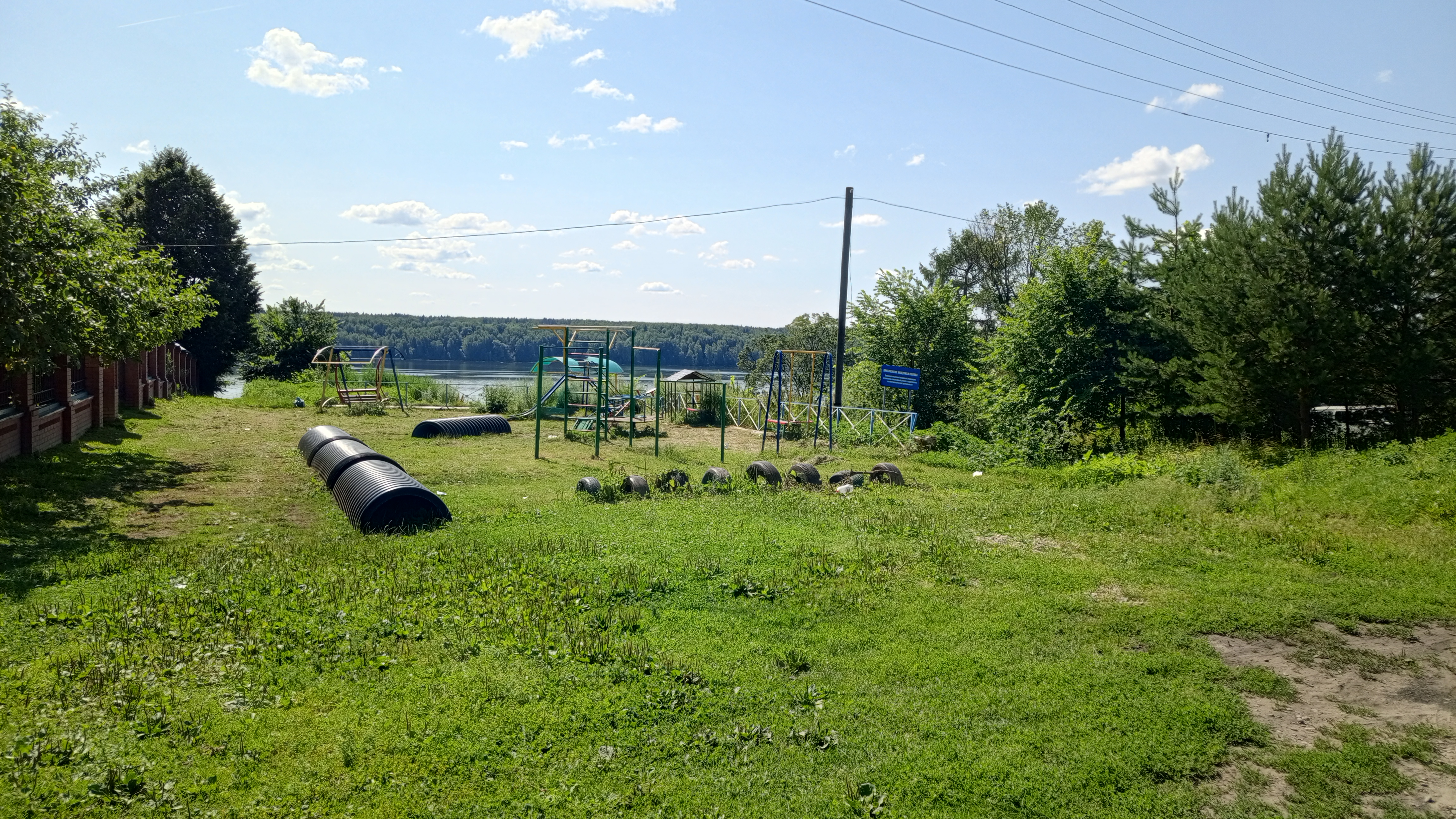
Детская площадка
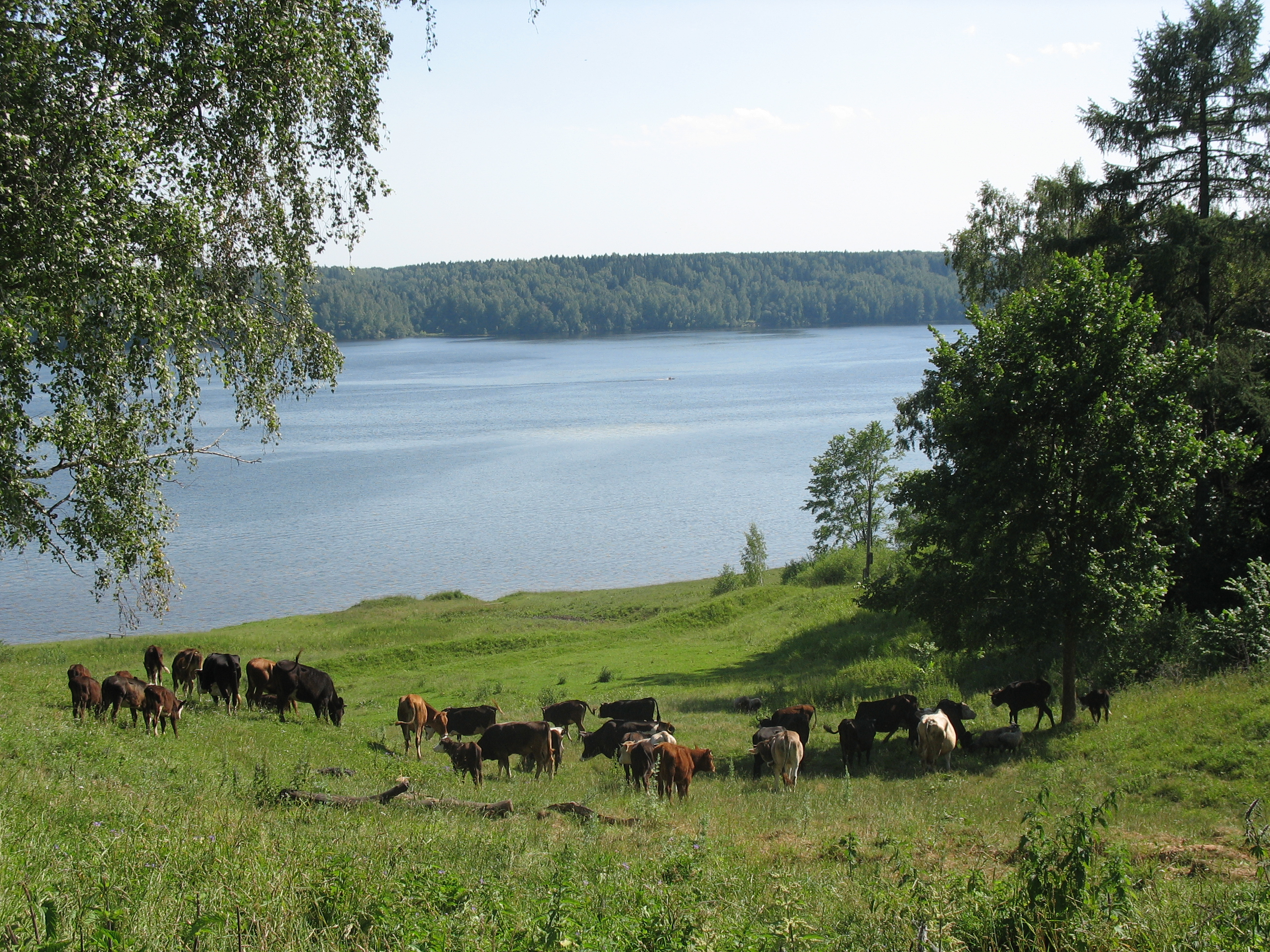
Берег Волги близ села